# BA-210
A BA-210 é uma rodovia transversal estadual brasileira. Está situada na parte norte do estado da Bahia, principalmente, nas cidades banhadas pelo Rio São Francisco. Tem aproximadamente 596 quilômetros e liga as cidades de Paulo Afonso à Juazeiro, começando na divisa do estado de Sergipe com a Bahia e passando por Paulo Afonso, Glória, Rodelas, Barra do Tarrachil, Abaré, Curaçá, Juazeiro, Sobradinho e Sento Sé.
A rodovia é quase toda asfaltada, alguns pequenos pedaços de terra estão entre o trecho de Juazeiro até Sento Sé. Há alguns poucos buracos entre o trecho de Abaré até Paulo Afonso.
A rodovia é usada por muitos produtores de tilápia do Brasil, geradora de energia elétrica do Nordeste, produção de coco, laranja, uva, manga, melancia e mais diversas culturas produzidas através do sistema de irrigação.[carece de fontes?]
Ela também tem acidentes de trânsito, principalmente nas regiões de Juazeiro, Curaçá, Glória e Paulo Afonso.
No dia 8 de Junho, o governo da Bahia decidiu fazer uma Obra de Duplicação na área entre Juazeiro, Curaçá e Sobradinho.